# Турко, Иосиф Михайлович
Иосиф Михайлович Турко (21 апреля 1908 года, г. Константиновка, Донецкой области, Украина, — 27 июня 1994 года, г. Санкт-Петербург) — советский партийный и государственный деятель.

## Биография
Родился в 1908 году в Константиновке Харьковской губернии в семье рабочего. В 1929 году окончил Ленинградский инженерно-экономический институт. Член ВКП(б) с 1936 года.
С 1926 года рабочий стекольного завода. С 1929 года инженер-экономист, начальник Планово-производственного отдела, с сентября 1937 по апрель 1940 года директор завода «Пролетарий» в Ленинграде.
С апреля 1940 по сентябрь 1944 года секретарь по кадрам, первый секретарь Красногвардейского районного комитета ВКП(б) в Ленинграде. Один из организаторов обороны города во время Великой Отечественной войны. С сентября 1944 года секретарь, с 17 января 1945 по 27 августа 1946 года второй секретарь Ленинградского областного комитета ВКП(б). С 1946 депутат Верховного Совета СССР. С 26 августа 1946 по 25 февраля 1949 года первый секретарь Ярославского областного комитета ВКП(б).
Снят с поста в связи с «Ленинградским делом» и с февраля по апрель 1949 года в резерве ЦК ВКП(б). С апреля по август 1949 года на второстепенном посту заместителя председателя Исполнительного комитета Владимирского областного Совета. В августе 1949 года арестован. 1 октября 1950 года осуждён к 15 годам лишения свободы. 30 апреля 1954 года освобождён. 26 мая 1954 года восстановлен в партии.
С октября 1954 по февраль 1956 года заместитель председателя Исполнительного комитета Кустанайского областного Совета. С февраля 1956 года заместитель председателя Исполнительного комитета Ленинградского областного Совета.
Персональный пенсионер.